# Robonauta
Robonauta é um robô criado pela NASA. A utilidade dele é ser usado para substituir os rovers que hoje exploram o planeta Marte. Na cabeça do robonauta tem câmeras e microfones. Seus braços podem se esticar e suas mãos conseguem agarrar objetos facilmente. Ele é movido por um patinete hi-tech, o Segway. Sua utilidade seria encarar ambientes que a presença humana se torna impossível.